# Dryopteris abbreviata
Dryopteris abbreviata là một loài dương xỉ trong họ Dryopteridaceae. Loài này được Newman mô tả khoa học đầu tiên năm 1851.